# Безводичи
Безводичи (бел. Бязводзічы) — деревня в Мстиславском районе Могилёвской области Белоруссии. Входит в состав Ходосовского сельсовета.

## География
Деревня находится в северо-восточной части Могилёвской области, в пределах Оршанско-Могилёвской равнины, на левом берегу реки Альховки, к востоку от железнодорожной линии Орша — Унеча Белорусской железной дороги, на расстоянии примерно 16 километров (по прямой) к западу-юго-западу (WSW) от Мстиславля, административного центра района. Абсолютная высота — 202 метра над уровнем моря.

## История
В конце XVIII века село Безводичи входило в состав Мстиславского воеводства Великого княжества Литовского. Имелась униатская церковь.
Согласно «Списку населенных мест Могилёвской губернии» 1910 года издания населённый пункт являлся центром Безводичского сельского общества Долговичской волости Чериковского уезда Могилёвской губернии. Имелось 95 дворов и проживало 502 человека (231 мужчина и 271 женщина).

## Население
По данным переписи 2009 года, в деревне проживало 12 человек.